# Les Cochons de guerre
Cet article possède un paronyme, voir War Pigs.
Les Cochons de guerre (anglais : Hogs of War) est un jeu vidéo
de stratégie au tour par tour dit « jeu d'artillerie », développé par Infogrames Sheffield House, sorti sur PlayStation et sous Windows en 2000. Le jeu reprend le concept d'un Worms mais en trois dimensions, servi par un doublage sonore remarqué puisque tirant parti des voix de l'équipe les Guignols de l'info.

## Univers

### Scénario
« Celui qui contrôle les truffes contrôle l'univers. C'est aussi simple que ça. » Six nations porcines se disputent le contrôle de la Poritanie et envoient leurs troupes, inexpérimentées, à l'assaut sur le terrain.

### Armées et personnages
- Porcs Francs (cochons français en bleu marine) : Yves le philosophe, Jean-Marie le petit commerçant, Alex le Parisien, Alain l'hypocondriaque, Nono le Marseillais, Ahmed le jeune de banlieue, Fetnat le bidasse, Pierre le hippie, et Franck le Ch'ti.

- Porc Force (cochons anglais en vert kaki) : Charles la grande folle, Sean l'acteur shakespearien, Billy le punk, Liam le royaliste, Bret le gentleman, Eric le hooligan de Manchester United, Stan le timoré, John l'anglophone, et Paul le militant eurosceptique.

- Porc Korps (cochons allemands en gris) : Hans, le bureaucrate, Franz le nudiste écolo, Siggy le psychiatre, Heinrich le pacifiste, Rolf l’apeuré, Thomass l'artiste, Otto le supporter de foot, Schultz le soldat boche caricatural, et Gunter l'anarchiste.

- Spartak Porcs (cochons russes en rouge) : Nicolaï le noble, Alexander le poète, Boris l'ivrogne, Sasha le maniaco-dépressif, Igor le mendiant, Mikhaïl le contrebandier, Fedor l'intellectuel, Vladimir le sadique, et Leonid le communiste.

- GI Porcs (cochons américains en bleu ciel) : Bill le Texan, Buddy le fou de Dieu, Bobby le tueur en série, Jimmy le surfeur, Malcolm l'ancien noir, Hank le civil pas prêt, Bruce la version porcine du commandant Sylvestre, Demi la truie dans un monde de verrats, et Emilio le trader de Wall Street.

- Banzaï Porcs (cochons japonais en jaune) : Akira le photographe, Takashi le vieux sage, Lee le samouraï, Hiro le businessman, Hito le pervers fan de petites culottes, Mizo le francophile fan d'Alain Delon, Mifu le blagueur rigolard, Ruishi l'otaku, et Sushi le cuistot serveur.

### Hommages
Les personnages des différentes factions ont des noms et des répliques qui sont des clins d'œil et/ou parodies de films, actualités, rumeurs et clichés en tout genre et tous comportant de multiples références.
Parmi cette myriade de cochons on notera :
- Demi, des GI Porcs, seule truie soldat du jeu qui en prononçant « Je veux un vestiaire avec des toilettes séparées ! » fait clairement honneur à Demi Moore pour son interprétation du Lieutenant Jordan O'Neil dans le film  À armes égales de Ridley Scott.

- Bruce, des GI Porcs est un hommage direct à John Rambo interprété par Sylvester Stallone, ou plutôt à Monsieur Sylvestre, la parodie qu'en ont fait les auteurs des Guignols de l'info ; c'est d'ailleurs Yves Lecoq, voix de Sylvestre dans l'émission, qui l’interprète.

- Bobby des GI Porcs, reprend et parodie bon nombre de films d'horreur : - Le « Hello Sidney ! » du film Scream - Il parodie certaines répliques d'Hannibal Lecter, interprété par Anthony Hopkins dans le film Le Silence des agneaux - Il est fait mention de Freddy du film Freddy : Les Griffes de la nuit.

## Système de jeu
Les Cochons de guerre est une transposition 3D du principe de jeu de Worms. Le jeu est sorti trois ans avant Worms 3D, 
Les équipes de cochons s'affrontent au tour par tour, via des armes classiques, jusqu'à ce qu'il ne reste plus qu'une équipe. Il existe plusieurs classes de cochons, qui ont des armes différentes. Suivant le nombre de cochons encore en vie à la fin du combat, des points de promotions sont distribués et permettent aux cochons de monter en grade selon un système de "plans de carrière".

## Développement
Les textes sont réalisés par des auteurs de l'émission Les Guignols de l'info. Brigitte Virtudes, Yves Lecoq, Bruno Gaccio, Franck Magnier, Daniel Herzog, François Jérosme, Gérard Loussine, Michel Elias et Yves Le Rolland ont participé à leurs enregistrement. Alain Dorval, pour sa part, prête sa voix au sergent.
La boîte du jeu parodie l'affiche du film Full Metal Jacket en remplaçant « Born to kill » par « Born to grill » et où les sept balles de l'affiche du film deviennent deux tubes de condiments (moutarde et sauce barbecue) pour celle du jeu.

## Accueil
Céline Guise du magazine Joystick attribue à la version PC la note de 25/100. Elle déplore que « la carte 3D reste figée tout au long de la partie, comme les adversaires. » Si elle reconnaît que « les dialogues sont à peu près drôles », elle regrette néanmoins qu'« ils se répètent beaucoup trop et finissent par lasser. »

## Postérité
En 2018, la rédaction du site Den of Geek mentionne le jeu en 58e position d'un top 60 des jeux PlayStation sous-estimés : « Ce jeu de stratégie au tour par tour a reçu un accueil assez tiède à sa sortie, mais cela vaut la peine de faire abstraction de ses excentricités les plus énervantes. »

## Doublage
Casting et direction artistique : Yves Le Rolland
- Alain Dorval : Le général
- Yves Lecoq : Soldats divers
- Bruno Gaccio : Soldats divers
- Frank Magnier : Soldats divers
- Daniel Herzog : Soldats divers
- François Jerosme : Soldats divers
- Gérard Loussine : Soldats divers
- Michel Elias : Soldats divers
- Yves Le Rolland : Soldats divers
- Brigitte Virtudes : Soldats divers